# 303e division aérienne de chasse
La 303e division de chasse aérienne soviétique est une unité de la 1re armée aérienne rattaché au 3e front biélorusse de l'URSS, pendant la Seconde Guerre mondiale.

## Composition
Sous le commandement de Georgi Nefiodovich Zakharov, en 1943, c'est une division d'élite, très bien cotée, comprenant quatre régiments :
- le 139e commandé par le colonel Petrovertz,
- le 523e commandé par le colonel Pilchtchikov,
- le 9e du colonel Lavrinenko,
- le 18e régiment de chasseurs commandé par le colonel Goloubov qui sera nommé 18e de la Garde.

Le 16 avril 1943, l'escadrille de chasse 2/30 Normandie-Niemen vient renforcer cette unité à Mozalsk.

## Sources